# Arboys en Bugey
Arboys en Bugey is een gemeente in het Franse departement Ain in de regio Auvergne-Rhône-Alpes, die deel uitmaakt van het arrondissement Belley.
De gemeente is op 1 januari 2016 ontstaan door de fusie van de gemeenten Arbignieu en Saint-Bois en heeft de status van commune nouvelle. Arboys en Bugey telde op 1 januari 2022 688 inwoners.

## Geografie
De oppervlakte van Arboys en Bugey bedroeg op 1 januari 2022 22,49 vierkante kilometer; de bevolkingsdichtheid was toen 30,6 inwoners per km².
De onderstaande kaart toont de ligging van Arboys en Bugey met de belangrijkste infrastructuur en aangrenzende gemeenten.

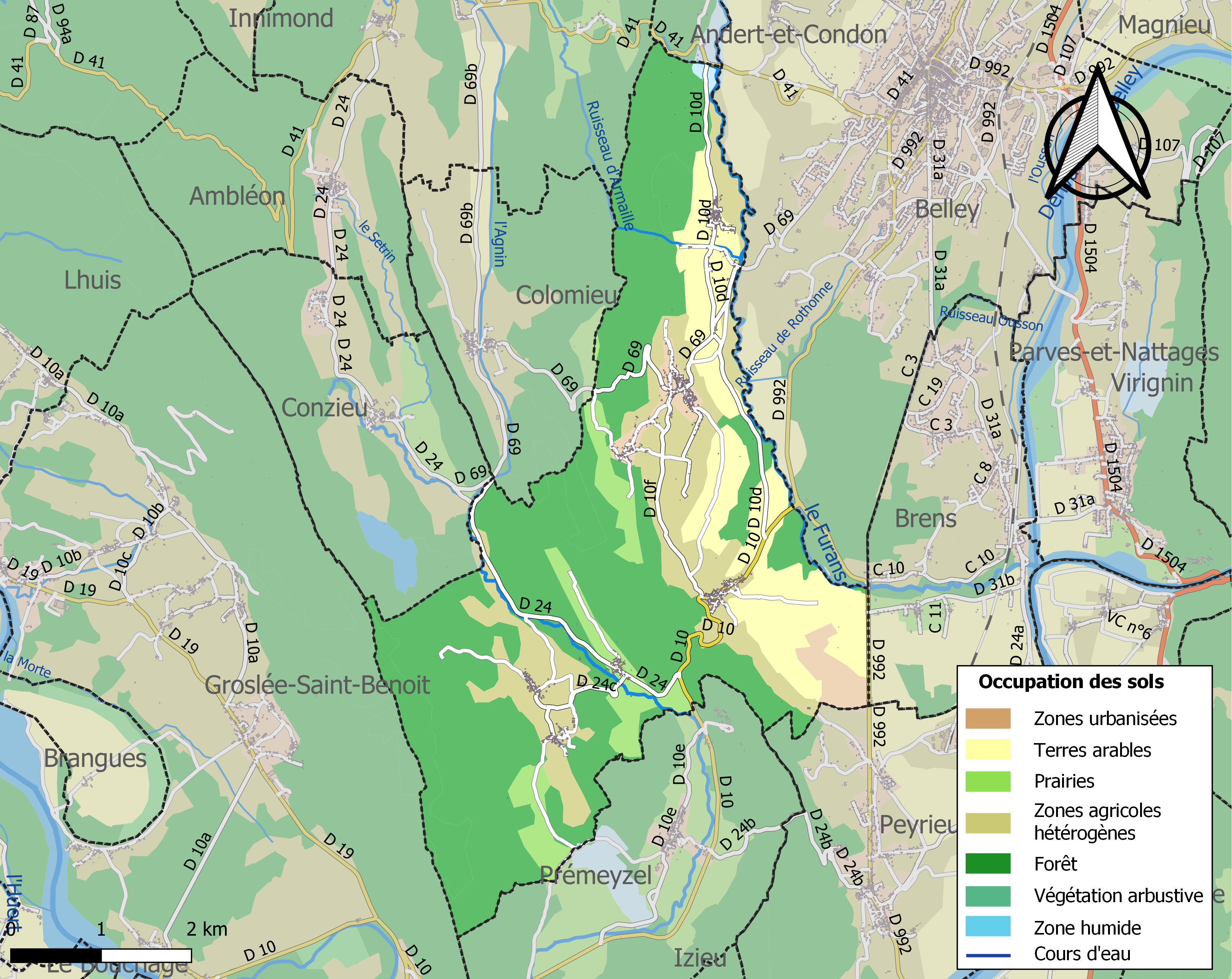